# NGC 7096
NGC 7096 is een spiraalvormig sterrenstelsel in het sterrenbeeld Indiaan. Het hemelobject werd op 31 augustus 1836 ontdekt door de Britse astronoom John Herschel.

## Synoniemen
- IC 5121
- ESO 107-46
- AM 2137-640
- IRAS 21373-6408
- PGC 67168